# Copa da Alemanha de Voleibol Masculino de 2022–23
A Copa da Alemanha de Voleibol Masculino de 2022–23 (em alemão:  DVV-Pokal der Männer 2022/2023), foi a 33.ª edição desta competição organizada anualmente pela Federação Alemã de Voleibol (em alemão:  Deutsche Volleyball-Verband, DVV). O torneio ocorreu de 5 de novembro de 2022 a 26 de fevereiro de 2023 e contou com a presença de 16 equipes alemães.
Repetindo a edição de 2019–20, a equipe do Berlin Recycling Volleys superou o SWD Powervolleys Düren novamente na final, deste vez pelo placar de 3–1, e foi coroado o vencedor da Copa DVV pela sexta vez na história.

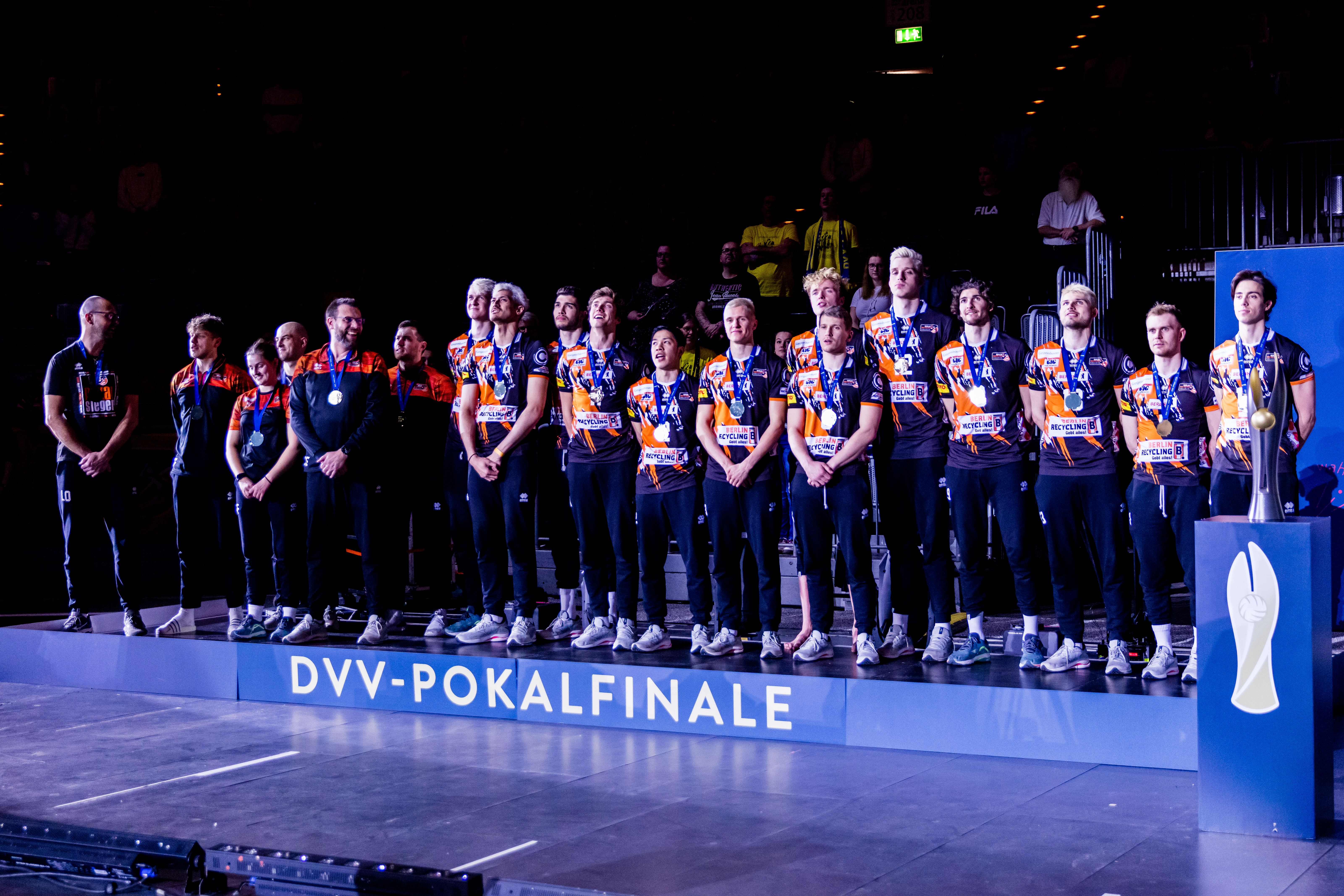
Equipe do Berlin Recycling Volleys no pódio.

## Regulamento
Todas as equipes da 1. Bundesliga de 2022–23 (exceto a equipe federal do VC Olympia Berlin) e as oito equipes campeãs dos torneios regionais participaram da Copa da Alemanha de 2022–23. A competição foi estruturada nas oitavas de final, quartas de final, semifinais e final. Em todas as rodadas, a competição foi realizada no sistema eliminatório. Antes de cada rodada, foi realizado um sorteio para determinar os mandantes das partidas.

## Equipes participantes
| 1. Bundesliga                          | 2. Bundesliga           |
| -------------------------------------- | ----------------------- |
| VfB Friedrichshafen                    | VC Bitterfeld-Wolfen    |
| SWD Powervolleys Düren                 | TuS Mondorf             |
| Helios Grizzlies Giesen                | TuS Kriftel             |
| Berlin Recycling Volleys               | PSV Neustrelitz         |
| TSV Haching München                    | FC Schüttorf 09         |
| SVG Lüneburg                           | Blue Volleys Gotha      |
| Energiequelle Netzhoppers KW-Bestensee | Baden Volleys Karlsruhe |
| WWK Volleys Herrsching                 | SV Schwaig              |

## Resultados
|  | Oitavas de final                       | Oitavas de final                       |                          |   | Quartas de final | Quartas de final |  |  | Semifinais | Semifinais |  |  | Final | Final |
|  |                                        |                                        |                          |   |                  |                  |  |  |            |            |  |  |       |       |
|  |                                        |                                        |                          |   |                  |                  |  |  |            |            |  |  |       |       |
|  |                                        |                                        |                          |   |                  |                  |  |  |            |            |  |  |       |       |
|  | TuS Mondorf                            | 1                                      |                          |   |                  |                  |  |  |            |            |  |  |       |       |
|  | TuS Mondorf                            | 1                                      |                          |   |                  |                  |  |  |            |            |  |  |       |       |
|  | SWD Powervolleys Düren                 | 3                                      |                          |   |                  |                  |  |  |            |            |  |  |       |       |
|  | SWD Powervolleys Düren                 | 3                                      | SWD Powervolleys Düren   | 3 |                  |                  |  |  |            |            |  |  |       |       |
|  |                                        |                                        | SWD Powervolleys Düren   | 3 |                  |                  |  |  |            |            |  |  |       |       |
|  |                                        | SV Schwaig                             | 1                        |   |                  |                  |  |  |            |            |  |  |       |       |
|  | SV Schwaig                             | SV Schwaig                             | 1                        | 3 |                  |                  |  |  |            |            |  |  |       |       |
|  | SV Schwaig                             |                                        |                          | 3 |                  |                  |  |  |            |            |  |  |       |       |
|  | TSV Haching München                    | 1                                      |                          |   |                  |                  |  |  |            |            |  |  |       |       |
|  | TSV Haching München                    | 1                                      | SWD Powervolleys Düren   | 3 |                  |                  |  |  |            |            |  |  |       |       |
|  |                                        |                                        | SWD Powervolleys Düren   | 3 |                  |                  |  |  |            |            |  |  |       |       |
|  |                                        | VfB Friedrichshafen                    | 0                        |   |                  |                  |  |  |            |            |  |  |       |       |
|  | TuS Kriftel                            | VfB Friedrichshafen                    | 0                        | 0 |                  |                  |  |  |            |            |  |  |       |       |
|  | TuS Kriftel                            |                                        |                          | 0 |                  |                  |  |  |            |            |  |  |       |       |
|  | WWK Volleys Herrsching                 | 3                                      |                          |   |                  |                  |  |  |            |            |  |  |       |       |
|  | WWK Volleys Herrsching                 | 3                                      | WWK Volleys Herrsching   | 1 |                  |                  |  |  |            |            |  |  |       |       |
|  |                                        |                                        | WWK Volleys Herrsching   | 1 |                  |                  |  |  |            |            |  |  |       |       |
|  |                                        | VfB Friedrichshafen                    | 3                        |   |                  |                  |  |  |            |            |  |  |       |       |
|  | Baden Volleys Karlsruhe                | VfB Friedrichshafen                    | 3                        | 0 |                  |                  |  |  |            |            |  |  |       |       |
|  | Baden Volleys Karlsruhe                |                                        |                          | 0 |                  |                  |  |  |            |            |  |  |       |       |
|  | VfB Friedrichshafen                    | 3                                      |                          |   |                  |                  |  |  |            |            |  |  |       |       |
|  | VfB Friedrichshafen                    | 3                                      | SWD Powervolleys Düren   | 1 |                  |                  |  |  |            |            |  |  |       |       |
|  |                                        |                                        | SWD Powervolleys Düren   | 1 |                  |                  |  |  |            |            |  |  |       |       |
|  |                                        | Berlin Recycling Volleys               | 3                        |   |                  |                  |  |  |            |            |  |  |       |       |
|  | VC Bitterfeld-Wolfen                   | Berlin Recycling Volleys               | 3                        | 0 |                  |                  |  |  |            |            |  |  |       |       |
|  | VC Bitterfeld-Wolfen                   |                                        |                          | 0 |                  |                  |  |  |            |            |  |  |       |       |
|  | SVG Lüneburg                           | 3                                      |                          |   |                  |                  |  |  |            |            |  |  |       |       |
|  | SVG Lüneburg                           | 3                                      | SVG Lüneburg             | 2 |                  |                  |  |  |            |            |  |  |       |       |
|  |                                        |                                        | SVG Lüneburg             | 2 |                  |                  |  |  |            |            |  |  |       |       |
|  |                                        | Berlin Recycling Volleys               | 3                        |   |                  |                  |  |  |            |            |  |  |       |       |
|  | Blue Volleys Gotha                     | Berlin Recycling Volleys               | 3                        | 0 |                  |                  |  |  |            |            |  |  |       |       |
|  | Blue Volleys Gotha                     |                                        |                          | 0 |                  |                  |  |  |            |            |  |  |       |       |
|  | Berlin Recycling Volleys               | 3                                      |                          |   |                  |                  |  |  |            |            |  |  |       |       |
|  | Berlin Recycling Volleys               | 3                                      | Berlin Recycling Volleys | 3 |                  |                  |  |  |            |            |  |  |       |       |
|  |                                        |                                        | Berlin Recycling Volleys | 3 |                  |                  |  |  |            |            |  |  |       |       |
|  |                                        | Helios Grizzlies Giesen                | 1                        |   |                  |                  |  |  |            |            |  |  |       |       |
|  | FC Schüttorf 09                        | Helios Grizzlies Giesen                | 1                        | 0 |                  |                  |  |  |            |            |  |  |       |       |
|  | FC Schüttorf 09                        |                                        |                          | 0 |                  |                  |  |  |            |            |  |  |       |       |
|  | Helios Grizzlies Giesen                | 3                                      |                          |   |                  |                  |  |  |            |            |  |  |       |       |
|  | Helios Grizzlies Giesen                | 3                                      | Helios Grizzlies Giesen  | 3 |                  |                  |  |  |            |            |  |  |       |       |
|  |                                        |                                        | Helios Grizzlies Giesen  | 3 |                  |                  |  |  |            |            |  |  |       |       |
|  |                                        | Energiequelle Netzhoppers KW-Bestensee | 1                        |   |                  |                  |  |  |            |            |  |  |       |       |
|  | PSV Neustrelitz                        | Energiequelle Netzhoppers KW-Bestensee | 1                        | 0 |                  |                  |  |  |            |            |  |  |       |       |
|  | PSV Neustrelitz                        |                                        |                          | 0 |                  |                  |  |  |            |            |  |  |       |       |
|  | Energiequelle Netzhoppers KW-Bestensee | 3                                      |                          |   |                  |                  |  |  |            |            |  |  |       |       |
|  | Energiequelle Netzhoppers KW-Bestensee | 3                                      |                          |   |                  |                  |  |  |            |            |  |  |       |       |

### Oitavas de final
| Data  | Hora  |                         | Placar |                                        | Set 1 | Set 2 | Set 3 | Set 4 | Set 5 | Total  | Relatório |
| ----- | ----- | ----------------------- | ------ | -------------------------------------- | ----- | ----- | ----- | ----- | ----- | ------ | --------- |
| 5 nov | 19:00 | TuS Mondorf             | 1–3    | SWD Powervolleys Düren                 | 16–25 | 25–23 | 20–25 | 22–25 |       | 83–98  | Relatório |
| 5 nov | 19:00 | PSV Neustrelitz         | 0–3    | Energiequelle Netzhoppers KW-Bestensee | 14–25 | 22–25 | 23–25 |       |       | 59–75  | Relatório |
| 5 nov | 19:00 | VC Bitterfeld-Wolfen    | 0–3    | SVG Lüneburg                           | 18–25 | 16–25 | 19–25 |       |       | 53–75  | Relatório |
| 5 nov | 19:00 | Blue Volleys Gotha      | 0–3    | Berlin Recycling Volleys               | 14–25 | 19–25 | 18–25 |       |       | 51–75  | Relatório |
| 5 nov | 19:00 | Baden Volleys Karlsruhe | 0–3    | VfB Friedrichshafen                    | 18–25 | 20–25 | 24–26 |       |       | 62–76  | Relatório |
| 5 nov | 19:30 | SV Schwaig              | 3–1    | TSV Haching München                    | 21–25 | 25–23 | 25–20 | 29–27 |       | 100–95 | Relatório |
| 5 nov | 20:00 | TuS Kriftel             | 0–3    | WWK Volleys Herrsching                 | 17–25 | 23–25 | 25–27 |       |       | 65–77  | Relatório |
| 6 nov | 16:00 | FC Schüttorf 09         | 0–3    | Helios Grizzlies Giesen                | 13–25 | 26–28 | 12–25 |       |       | 51–78  | Relatório |

### Quartas de final
| Data   | Hora  |                          | Placar |                                        | Set 1 | Set 2 | Set 3 | Set 4 | Set 5 | Total   | Relatório |
| ------ | ----- | ------------------------ | ------ | -------------------------------------- | ----- | ----- | ----- | ----- | ----- | ------- | --------- |
| 23 nov | 19:30 | SV Schwaig               | 1–3    | SWD Powervolleys Düren                 | 19–25 | 17–25 | 29–27 | 16–25 |       | 81–102  | Relatório |
| 23 nov | 19:30 | Helios Grizzlies Giesen  | 3–1    | Energiequelle Netzhoppers KW-Bestensee | 16–25 | 25–22 | 25–17 | 25–22 |       | 91–86   | Relatório |
| 23 nov | 20:00 | WWK Volleys Herrsching   | 1–3    | VfB Friedrichshafen                    | 19–25 | 20–25 | 25–22 | 23–25 |       | 87–97   | Relatório |
| 24 nov | 19:30 | Berlin Recycling Volleys | 3–2    | SVG Lüneburg                           | 25–22 | 22–25 | 22–25 | 25–23 | 27–25 | 121–120 | Relatório |

### Semifinais
| Data   | Hora  |                         | Placar |                          | Set 1 | Set 2 | Set 3 | Set 4 | Set 5 | Total | Relatório |
| ------ | ----- | ----------------------- | ------ | ------------------------ | ----- | ----- | ----- | ----- | ----- | ----- | --------- |
| 21 dez | 19:00 | Helios Grizzlies Giesen | 1–3    | Berlin Recycling Volleys | 25–21 | 20–25 | 21–25 | 15–25 |       | 81–96 | Relatório |
| 21 dez | 19:15 | SWD Powervolleys Düren  | 3–0    | VfB Friedrichshafen      | 25–19 | 25–22 | 25–22 |       |       | 75–63 | Relatório |

### Final
| Data   | Hora  |                        | Placar |                          | Set 1 | Set 2 | Set 3 | Set 4 | Set 5 | Total | Relatório |
| ------ | ----- | ---------------------- | ------ | ------------------------ | ----- | ----- | ----- | ----- | ----- | ----- | --------- |
| 26 fev | 14:00 | SWD Powervolleys Düren | 1–3    | Berlin Recycling Volleys | 25–22 | 17–25 | 15–25 | 18–25 |       | 75–97 | Relatório |

## Premiação
| Copa da Alemanha de 2022–23                   |
| Berlim                                        |
| --------------------------------------------- |
| Berlin Recycling Volleys Campeão (6.º título) |